# Шкоцјанске јаме
Шкоцјанске јаме су систем крашких јама уз подземни ток реке Реке неколико километара југоисточно од Диваче у близини словеначко-италијанске границе. Река која сакупља воде из подручја еоценског флиша око Илирске Бистрице и са побрђа Бркини, понире на надморској висини од 327 m прво у Мохорчићеву јаму, а затим се још два пута појављује у 165 m дубоким вртачама (Мала и Велика долина) да би најзад прешла у подземни кањон чије су стране високе готово 100 m. У кањону у којем је проведено електрично осветљење изграђен је и пут за посетиоце.
У вишим етажама јама које је вода давно напустила нађени су трагови палеолитске (Рошка шпиља над великом долином) и неолитске (Томинчева јама над Великом долином) културе. Вода из Шкоцјанских јама поново извире на удаљености од 39 km, уз само море северозпадно од Трста у изворима реке Тимаве.
Већ у палеолиту, а деломично у неолиту биле су настањене Томинчева јама и Рошка шпиља. Врло јак је халштатски културни слој у Светиновој дворани (шлем италско-етрурског типа) у Јами над језером, у Томинчевој јами, где се препознаје прелаз у Латенско доба и где је нађено неколико скелетних гробова. Трагова из ране антике засад нема, али има трагова касне антике (III-IV век) у Томинчевој јами где има и остатка из раног средњег века - мање у Рошкој јами. Халштатску настањеност шпиља треба приписати томе да се становништво које је живело у —околини, пре свега у Шкоцјану — склонило у њих пред опашношћу која би им запретила. На стрмим стенама кањона Реке и раседних долина доминира халштатска градина. На Пониквама у непосредној близини је латенска некропола, одакле је постоље споменика императора Августа, постављеног 14 година п. н. е. (Inscriptiones Italicae, X, 4, 337).
Занимљиво је и то, да су се у овој јами, снимали кадрови за филм "Орлови рано лете".